# Excentricitet (astronomi)
|  | En elliptisk Keplerbana med en excentricitet på 0,7. |

|  | En parabolisk Keplerbana. |

|  | En hyperbolisk Keplerbana med en excentricitet på 1,3. |

Excentricitet är en astronomisk term för en omloppsbana som avviker från en perfekt cirkel, där 0 innebär att banan är helt cirkulär och 1,0 innebär en parabel som inte längre är en sluten omloppsbana. För värden större än 1 är banan hyperbolisk. Normalt används termen för det isolerade tvåkropparsproblemet.

## Definition
För tvåkropparsproblemet, där dragningskraften som avtar med kvadraten på avståndet, är varje omloppsbana en Keplerbana. Excentriciteten för denna Keplerbana är ett icke-negativt tal som bestämmer dess form.
Excentriciteten kan anta följande värden:
- Cirkulär bana: {\displaystyle e=0\,\!}
- Elliptisk bana: {\displaystyle 0<e<1\,\!} (se Ellips)
- Parabolisk bana: {\displaystyle e=1\,\!} (se Parabel)
- Hyperbolisk bana: {\displaystyle e>1\,\!}  (se Hyperbel)

## Några exempel
En elliptisk banas excentricitet kan användas för att beräkna förhållandet mellan apoapsis och periapsis:
{\displaystyle {{r_{\text{a}}} \over {r_{\text{p}}}}={{1+e} \over {1-e}}}
För jordens bana runt solen är excentriciteten ≈ 0,0167 och förhållandet mellan aphelium och perihelium blir alltså ≈ 1,034.
Månen Nereid rör sig runt planeten Neptunus i en för månar ovanligt långsträckt ellipsbana och har excentriciteten 0,75.
Småplaneten Pluto  rör sig i en bana med excentriciteten 0,25 och kommer därför delar av sin omloppstid att befinna sig innanför Neptunus bana.